# Classe Âstreb
La classe Âstreb o classe Yastreb (Project 29 secondo la classificazione sovietica) fu una classe di unità leggere di scorta ("navi da guardia" secondo la dizione sovietica) della Marina militare dell'Unione Sovietica, progettata verso la fine degli anni 1930.
Delle originarie 30 unità della classe progettate, solo 14 furono effettivamente messe in cantiere tra il 1939 e il 1940. L'invasione tedesca dell'Unione Sovietica portò all'annullamento della costruzione della maggior parte di esse, con solo un'unità effettivamente messa in servizio nel 1945 prima della conclusione della seconda guerra mondiale; altre cinque unità furono poi completate tra la fine del 1945 e il 1951 secondo un progetto leggermente modificato (Project 29K).
Evoluzione e miglioramento delle precedenti unità classe Uragan, con scafo più grande e dalle migliori doti nautiche, le Âstreb rimasero in servizio con la Marina militare e le Guardie di frontiera sovietiche fin verso la fine degli anni 1950, quando furono destinate a compiti secondari; l'ultima unità della classe fu radiata e demolita nel 1975.

## Caratteristiche

### Scafo e propulsione
La versione originaria delle Âstreb (Project 29) prevedeva un'unità con uno scafo lungo fuori tutto 85,7 metri, largo 8,4 metri e con un pescaggio di 2,9 metri; il dislocamento standard ammontava a 920 tonnellate, ma salita a 1248 tonnellate con l'unità a pieno carico. Lo scafo presentava un castello di prua esteso per quasi un terzo della lunghezza complessiva, con il blocco della plancia appoggiato su di esso; i fumaioli erano due, uno posto subito dietro il blocco della plancia e uno più verso poppa integrato in una tuga. Tra il blocco della plancia e il primo fumaiolo era collocato un albero a tripode. L'equipaggio ammontava a 174 tra ufficiali, sottufficiali e marinai.
L'apparato propulsivo del Project 29 prevedeva due turbine a vapore, alimentate da due caldaie a tubi d'acqua e azionanti altrettanti alberi motore; la potenza complessiva installata ammontava a 26 000 hp (19 000 kW), il che garantiva una velocità massima di 32 nodi (59,26 km/h). L'autonomia si aggirava sulle 2290 miglia alla velocità di crociera di 15 nodi (4241 km a 27,78 km/h).
Le unità Project 29K erano fondamentalmente identiche, ma per via delle differenze di allestimento il dislocamento a pieno carico saliva a 1266 tonnellate e la velocità massima scendeva a 31,3 nodi.

### Armamento e sensori
Le principali differenze tra le due versioni della classe si registravano nel campo degli armamenti. L'unica Project 29 completata entrò in servizio con un armamento di artiglieria basato su tre cannoni da 100/54 mm B-34 installati in torrette singole, disposte una a prua davanti al blocco plancia e due a poppavia della tuga una dietro l'altra. L'armamento antiaereo si basava invece su quattro cannoni automatici da 37/63 mm 70K (versione navale del pezzo 37 mm M1939 in dotazione all'Armata Rossa) in altrettanti impianti scudati singoli, installati due a prua ai lati del blocco plancia e due sulle tuga poppiera; come arma antiaerea a corta gittata l'unità portava anche due impianti binati di mitragliatrici DŠK da 12,7 mm. A centro nave nello spazio tra i due fumaioli era installato un impianto triplo di tubi lanciasiluri a 450 mm, mentre come arma anti-sommergibili erano disponibili due lanciatori per bombe di profondità con 20 armi; l'unità poteva inoltre imbarcare e rilasciare fino a 24 mine navali.
Tre unità Project 29K (Orël, Koršun e Zorkij) furono messe in servizio con lo stesso pezzo da 100 mm della Âstreb originaria ma in una versione migliorata e con canna più lunga (100/56 mm B-34U); altre due unità (Al'batros e Burevestnik) portavano invece inizialmente un pezzo di calibro più piccolo, un 85/52 mm 90K, sostituito però dal 100/56 mm B-34U nei tardi anni 1940. L'armamento antiaereo del primo gruppo di tre unità prevedeva sei pezzi antiaerei da 37/63 mm 70K in impianti singoli e quattro impianti binati di mitragliatrici DŠK; il secondo gruppo portava lo stesso armamento antiaereo della Âstreb originaria ma con tre impianti singoli di mitragliatrici DŠK. L'armamento antiaereo fu poi uniformato per tutte le unità alla fine degli anni 1940 su sei pezzi da 37/63 mm e quattro impianti binati di mitragliatrici DŠK. L'armamento silurante delle Project 29K era identico a quello dell'unità originaria, ma il numero di bombe di profondità imbarcate saliva a 46 armi.
L'apparato sensori delle unità si basava su un impianto radar Giuys-1M e su un impianto sonar Tamir-5N.

## Unità
Un totale di quattordici unità fu effettivamente impostato nei cantieri navali sovietici, con otto unità ordinate al cantiere Zhdanov di Leningrado per conto della Flotta del Baltico, quattro al cantiere Marti di Nikolaev per la Flotta del Mar Nero e due al cantiere navale 199 di Komsomol'sk-na-Amure per la Flotta del Pacifico. Nessuna delle unità costruite a Nikolaev fu mai completata visto che il cantiere fu occupato dai tedeschi durante la seconda guerra mondiale, mentre il cantiere Zhdanov completò l'unica Project 29 realizzata e tre delle successive Project 29K; le due unità impostate a Komsomol'sk-na-Amure furono completate entrambe secondo le specifiche del Project 29K.
| Nome                      | Costruttore                               | Impostazione    | Varo             | Entrata in servizio | Destino finale                                                                                                  |
| Project 29                | Project 29                                | Project 29      | Project 29       | Project 29          | Project 29 |
| ------------------------- | ----------------------------------------- | --------------- | ---------------- | ------------------- | --- |
| Âstreb (Ястреб)           | Zhdanov, Leningrado                       | 16 maggio 1939  | 2 giugno 1942    | 23 febbraio 1945    | Radiata dal servizio attivo e trasformata in nave bersaglio nell'agosto 1956, demolita nel settembre 1959       |
| Project 29K               |                                           |                 |                  |                     | |
| Orël (Орёл)               | Zhdanov, Leningrado                       | 28 maggio 1939  | 12 febbraio 1941 | 21 dicembre 1950    | Radiata dal servizio attivo e trasformata in nave per esperimenti nell'aprile 1958, demolita nel settembre 1965 |
| Koršun (Коршун)           | Zhdanov, Leningrado                       | 25 ottobre 1939 | 28 maggio 1941   | 21 gennaio 1951     | Radiata dal servizio attivo e trasformata in nave per esperimenti nell'aprile 1958, demolita nel gennaio 1964   |
| Zorkij (Зоркий)           | Zhdanov, Leningrado                       | 23 maggio 1940  | 31 ottobre 1940  | 30 gennaio 1950     | Radiata dal servizio attivo e trasformata in pontone nell'ottobre 1956, demolita nel novembre 1975              |
| Burevestnik (Буревестник) | Cantiere navale 199, Komsomol'sk-na-Amure | 4 dicembre 1939 | 27 luglio 1946   | 15 luglio 1947      | Radiata dal servizio attivo e trasformata in pontone nell'aprile 1957, demolita nel gennaio 1958                |
| Al'batros (Альбатрос)     | Cantiere navale 199, Komsomol'sk-na-Amure | 4 dicembre 1939 | 2 giugno 1944    | 29 settembre 1945   | Radiata dal servizio attivo e trasformata in pontone nel marzo 1958, demolita nel febbraio 1961                 |